# Wappen der Stadt Marienberg
Das Wappen der Stadt Marienberg ist seit 1532 das Hoheitszeichen der Stadt Marienberg. 

## Blasonierung
„Unter einer Krone die Jungfrau Maria mit dem Jesuskindlein auf dem rechten Arm; in der linken Hand ein Zepter; unter den Füßen die Mondsichel, die Hörner nach oben gekehrt. Darunter drei Berge, das alte sächsische Wappen mit Balken und Rautenkranz, daneben Schlegel und Eisen.“

## Geschichte
Gemäß der Verleihungsurkunde von Heinrich den Frommen, wurde der Stadt Marienberg das noch heute gültige Wappen verliehen.
Die Jungfrau Maria steht als redendes Symbol für den Ortsnamen Marienberg, der nach der Schutzpatronen so benannt wurde. Die silberne Mondsichel mit Schlegel und Bergeisen symbolisiert den Silberbergbau rund um Marienberg. Die drei Berge stellen den Stadt-, Mühl- und Schlettenberg dar. 
Vom blauen Schild mit goldenem Lilienzepter leitete man die Stadtfarben ab, Gold oben, Blau unten.
Zu DDR-Zeiten wurde statt des sächsischen Wappen, Schlägel und Eisen auf gelbem Grund dargestellt. Nach der Wiedervereinigung wurde das Wappen wieder in seiner ursprünglichen Gestaltung genutzt.
Marienberg hat sich das Wappen bislang nicht offiziell als Hoheitszeichen in seiner Hauptsatzung verankert. Es wird ausschließlich gewohnheitsrechtlich geführt.

## Abbildungen

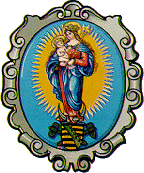
Wappen (1532)
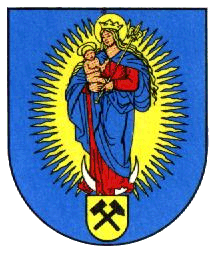
Wappen während der DDR
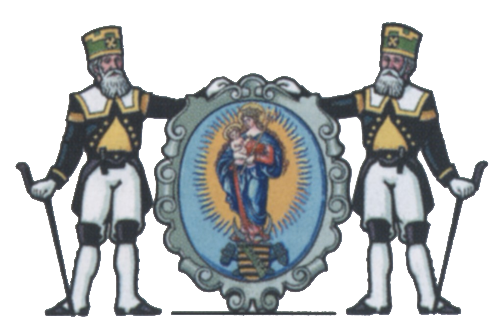
Großes Wappen mit Bergleuten als Schildhalter